# Isogo
Isogo (jap. 磯子区 Isogo-ku) – jedna z 18 dzielnic Jokohamy, stolicy prefektury Kanagawa, w Japonii. Ma powierzchnię 19,05 km². W 2020 r. mieszkało w niej 166 795 osób, w 78 879 gospodarstwach domowych  (w 2010 r. 163 282 osoby, w 71 079 gospodarstwach domowych).
Dzielnica została założona 1 października 1927 roku. Położona jest we wschodniej części miasta. Graniczy z dzielnicami Naka, Minami, Kanazawa, Sakae i Kōnan.